# Sergio Zárate
Pour les articles homonymes, voir Zarate.
Sergio Fabián Zárate Riga (né le 14 janvier 1969 à Haedo en Argentine) est un joueur de football argentin qui évolue au poste d'attaquant.
Trois de ses frères sont également footballeurs, Rolando, Ariel et Mauro Zárate.